# Sigi Renz
Sigi Renz (München, 2 augustus 1938 – Regensburg, 1 februari 2025) was een Duits wielrenner die vooral als baanwielrenner actief is geweest.

## Biografie
Renz was professioneel wielrenner van 1960 tot 1976. Hij was vooral succesvol als zesdaagsewielrenner. Hij nam deel aan 159 zesdaagsen en heeft in totaal 23 overwinningen op zijn naam staan. Hij neemt hiermee een gedeelde 22e plaats in op de ranglijst aller tijden. Van deze 23 overwinningen heeft hij de meeste (7) samen met zijn landgenoot Rudi Altig behaald. 
Als baanrenner won hij in 1962 het Nationaal Kampioenschap achtervolging bij de profs en werd tevens driemaal Europees Kampioen koppelkoers (madison), in 1966 (met Klaus Bugdahl), en in 1971 en 1973 (beide keren met Wilfried Peffgen).
In het begin van zijn profloopbaan was hij ook actief op de weg. Zijn belangrijkste overwinning was in 1963 toen hij Duits Nationaal Kampioen op de weg werd, voor Rolf Wolfshohl en Horst Oldenburg.
Na zijn carrière als wielrenner was hij tot 2009 wedstrijdleider van de zesdaagse van München, zijn geboortestad.
Renz overleed op 1 februari 2025 op 86-jarige leeftijd.

## Overzicht zesdaagse-overwinningen
| Nr. | Jaar | Zesdaagse van | Samen met                              |
| --- | ---- | ------------- | -------------------------------------- |
| 1.  | 1963 | Berlijn       | Klaus Bugdahl                          |
| 2.  | 1963 | Dortmund      | Klaus Bugdahl                          |
| 3.  | 1964 | Berlijn       | Klaus Bugdahl                          |
| 4.  | 1965 | Keulen        | Rudi Altig                             |
| 5.  | 1966 | Berlijn       | Klaus Bugdahl                          |
| 6.  | 1966 | Quebec        | Fritz Pfenninger                       |
| 7.  | 1966 | Berlijn       | Rudi Altig                             |
| 8.  | 1966 | Dortmund      | Rudi Altig                             |
| 9.  | 1966 | Zürich        | Rudi Altig                             |
| 10. | 1968 | Keulen        | Rudi Altig                             |
| 11. | 1968 | Bremen        | Rudi Altig                             |
| 12. | 1968 | Antwerpen     | Emile Severeyns en Theofiel Verschuren |
| 13. | 1969 | Gent          | Rudi Altig                             |
| 14. | 1970 | Berlijn       | Wolfgang Schulze                       |
| 15. | 1970 | Frankfurt     | Jürgen Tschan                          |
| 16. | 1972 | Brussel       | Albert Fritz                           |
| 17. | 1972 | Keulen        | Wolfgang Schulze                       |
| 18. | 1972 | Bremen        | Wolfgang Schulze                       |
| 19. | 1972 | Milaan        | Felice Gimondi                         |
| 20. | 1972 | München       | Wolfgang Schulze                       |
| 21. | 1973 | Berlijn       | Wolfgang Schulze                       |
| 22. | 1973 | Frankfurt     | Wolfgang Schulze                       |
| 23. | 1974 | München       | Graeme Gilmore                         |

| Aantal | Samen met |
| ------ | --- |
| 7      | - Rudi Altig |
| 6      | - Wolfgang Schulze |
| 4      | - Klaus Bugdahl |
| 1      | - Albert Fritz - Graeme Gilmore - Felice Gimondi - Fritz Pfenninger - Emile Severeyns - Jürgen Tschan - Theofiel Verschueren |

## Resultaten in voornaamste wedstrijden op de weg
| Jaar | Ronde van Italië | Ronde van Frankrijk | Ronde van Spanje |
| ---- | ---------------- | ------------------- | ---------------- |
| 1961 |                  | opgave              |                  |
| 1962 |                  |                     |                  |
| 1963 |                  |                     |                  |
| 1967 |                  |                     |                  |
| 1969 |                  |                     |                  |

| Jaar | Milaan-San Remo | Parijs-Roubaix |  | WK op de weg |
| ---- | --------------- | -------------- |  | ------------ |
| 1961 |                 |                |  |              |
| 1962 |                 |                |  | 7e           |
| 1963 |                 |                |  | 10e          |
| 1967 |                 | 32e            |  |              |
| 1969 | 58e             |                |  | 50e          |